# Dippelsdorf (Moritzburg)
Dippelsdorf ist ein in der gleichnamigen Gemarkung gelegenes Dorf, das zum Ortsteil Friedewald der Gemeinde Moritzburg im Landkreis Meißen in Sachsen gehört.

## Geographie
Dippelsdorf befindet sich im Südwesten des Moritzburger Gemeindegebiets. Südwestlich grenzt mit Buchholz der andere Teil des Ortsteils Friedewald an. Südöstlich benachbart liegt Reichenberg. Im Nordosten grenzt Dippelsdorf an die Gemarkung Eisenberg des Ortsteils Moritzburg, im Nordwesten an die Große Kreisstadt Coswig.

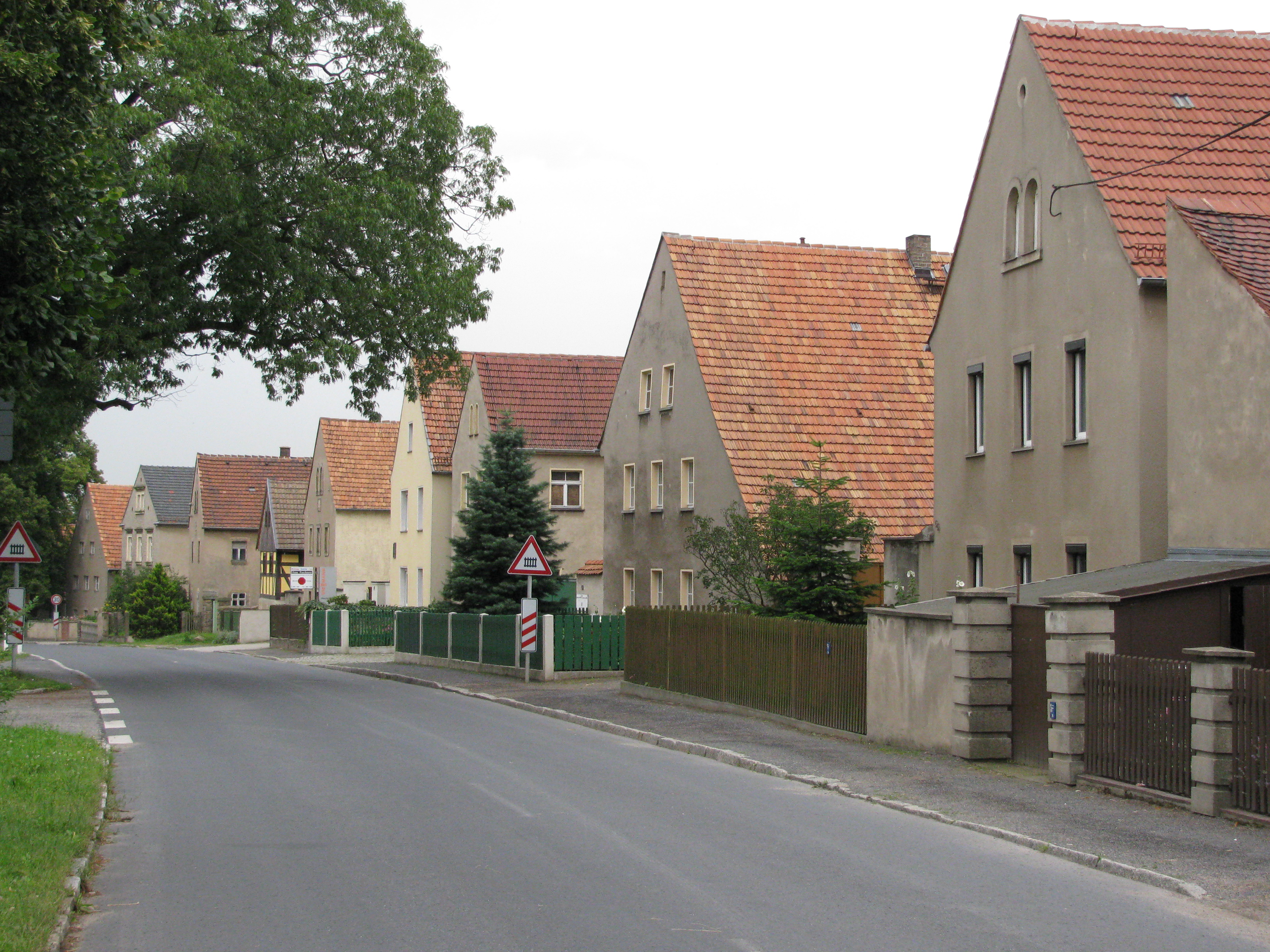
Im Dorfkern von Dippelsdorf

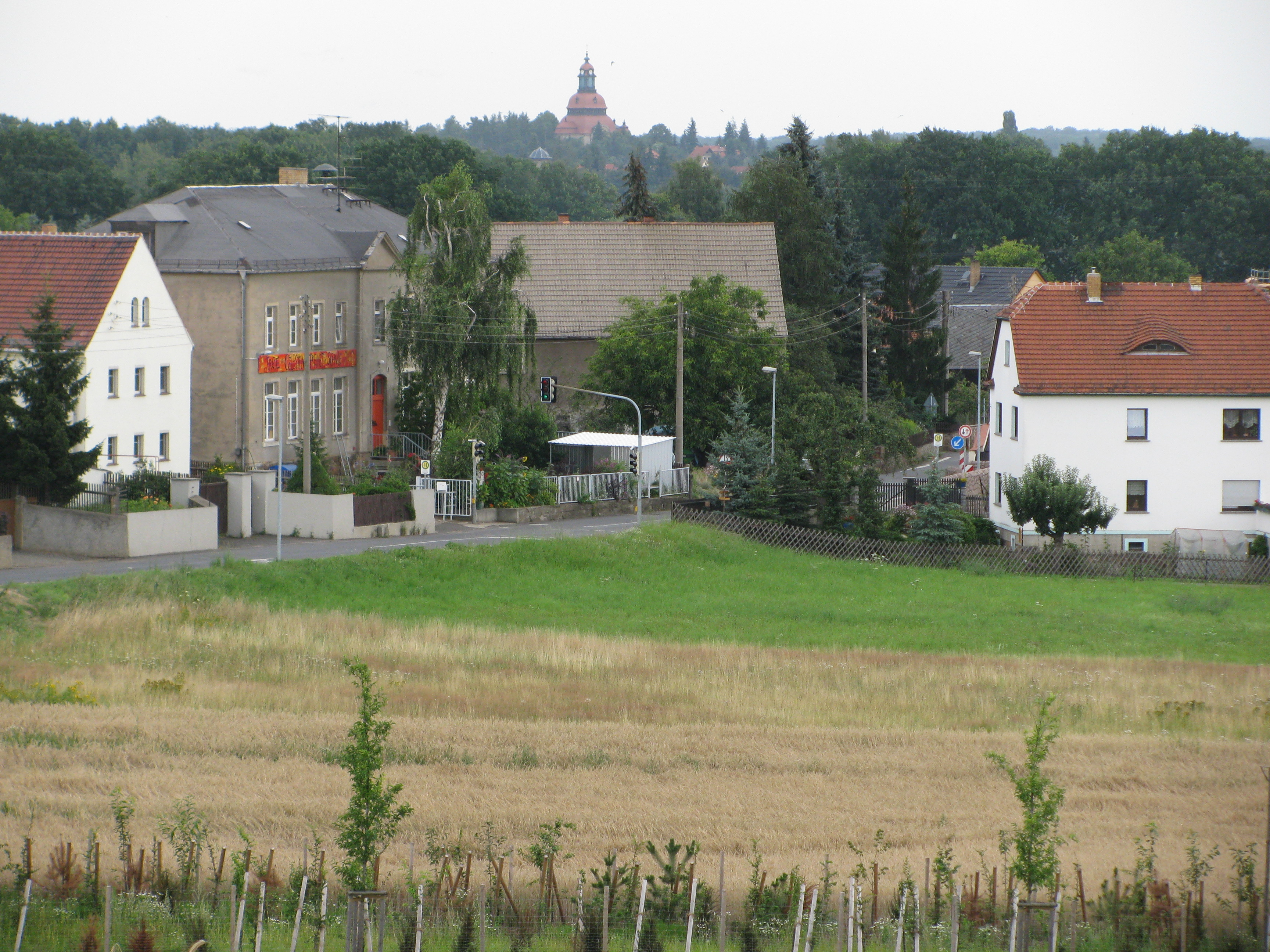
Blick auf Dippelsdorf mit der Célestin-Freinet-Schule, im Hintergrund die Moritzburger Kirche

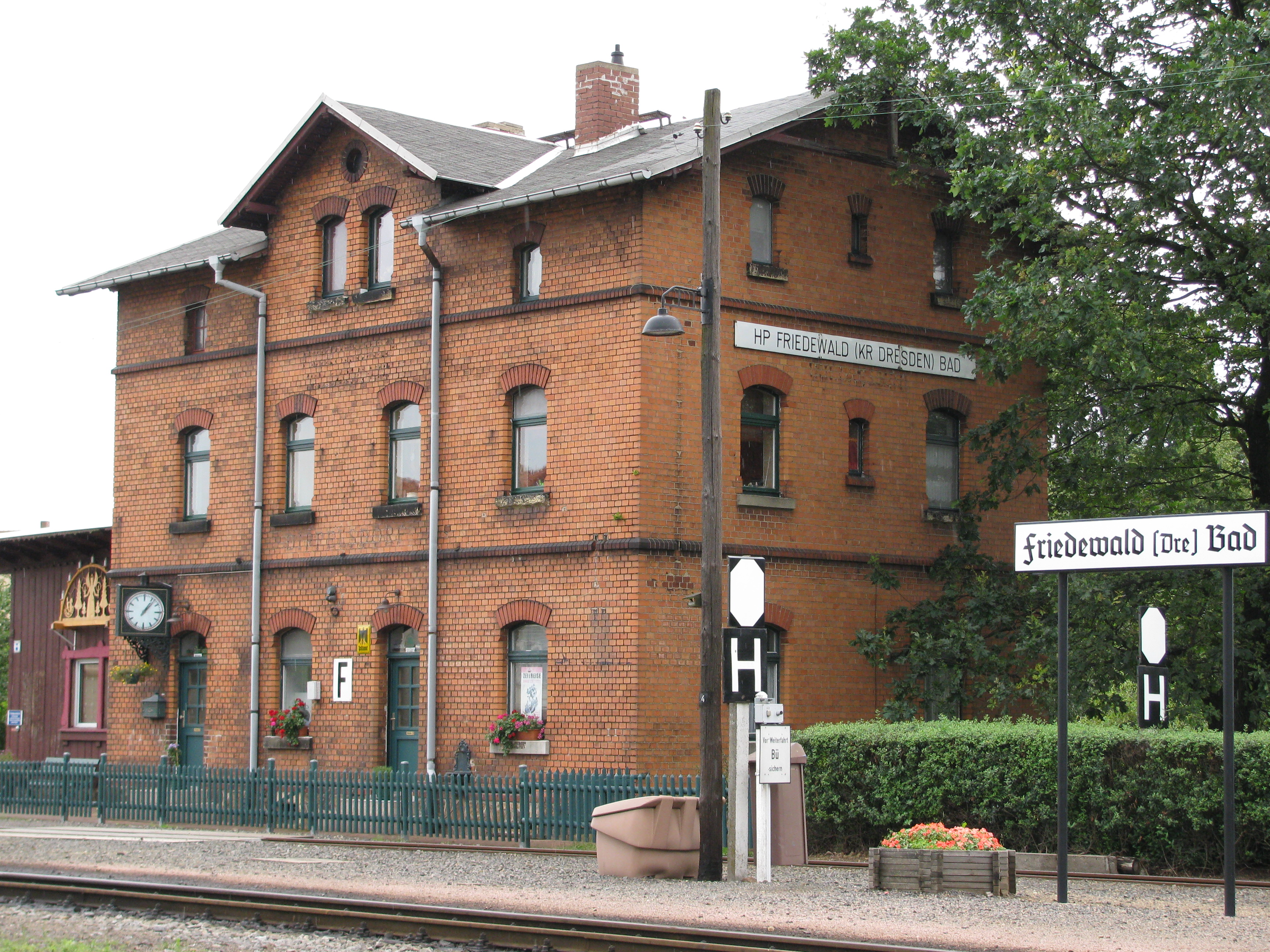
Haltepunkt Friedewald-Bad in Dippelsdorf

Etwa im Zentrum der Dippelsdorfer Flur liegt der Dorfkern mit seinen zahlreichen erhaltenen Dreiseithöfen. Direkt westlich davon schließen sich ein Gewerbepark und eine kleine Wohnsiedlung an. In der Dippelsdorfer Grundschule, der Célestin-Freinet-Schule, wird nach den Grundsätzen der Freinet-Pädagogik unterrichtet. Der frühere Dippelsdorfer Gasthof ist heute ein Wohnhaus.
Weite Teile der Flur sind unbebaut und werden landwirtschaftlich genutzt. Im äußersten Westen hat Dippelsdorf Anteil am Friedewald. Nördlich der Ortslage liegt das Naturschutzgebiet Dippelsdorfer Teich in einer flachen Mulde, das Dorf befindet sich somit am Rand des Moritzburger Teichgebiets. Das örtliche Strandbad ist ein Naturbad. Nach diesem ist der Bahnhof Friedewald-Bad der Lößnitzgrundbahn benannt, die den Dippelsdorfer Teich auf einem 210 Meter langen Bahndamm quert, der gemeinsam mit dem Oberlauf des Lößnitzbachs in etwa die Ostgrenze der Flur markiert.
Südlich und westlich um Dippelsdorf herum führt die Neubaustrecke der Staatsstraße 81, eine um 2006 errichtete Verbindung von Großenhain und Meißen zur A 4 (Anschlussstelle Dresden-Flughafen). Der Straßenabschnitt zwischen dem Moritzburger Ortsteil Auer und Dippelsdorf war vor dem Ausbau ein bekannter Unfallschwerpunkt. Die Kötzschenbrodaer Straße führt über Lindenau in den Radebeuler Stadtteil Kötzschenbroda. Die Verkehrsgesellschaft Meißen bedient in Dippelsdorf mehrere Haltestellen.

## Geschichte
Erstmals urkundlich erwähnt wurde das wohl von fränkischen Kolonisten gegründete Dippelsdorf im Jahr 1378 als „Dypoldistorf“ (vermutlich  aber  älter  durch
Kolonisierung ab 1150 bis 1250). Der aus dem Deutschen stammende Ortsname bedeutet so viel wie „Dorf eines Diepold/Dippold/Dietbold“. Er leitet sich vom Vornamen eines Lokators ab und weist somit einen ähnlichen Ursprung wie Dippoldiswalde auf. Im Laufe der Jahrhunderte wandelte sich der Ortsname unter anderem über die Formen „Dippoldisdorff“, „Dieppelßdorff“, „Ditmesdorff“ und „Dippolßdorff“ hin zur heutigen Bezeichnung.

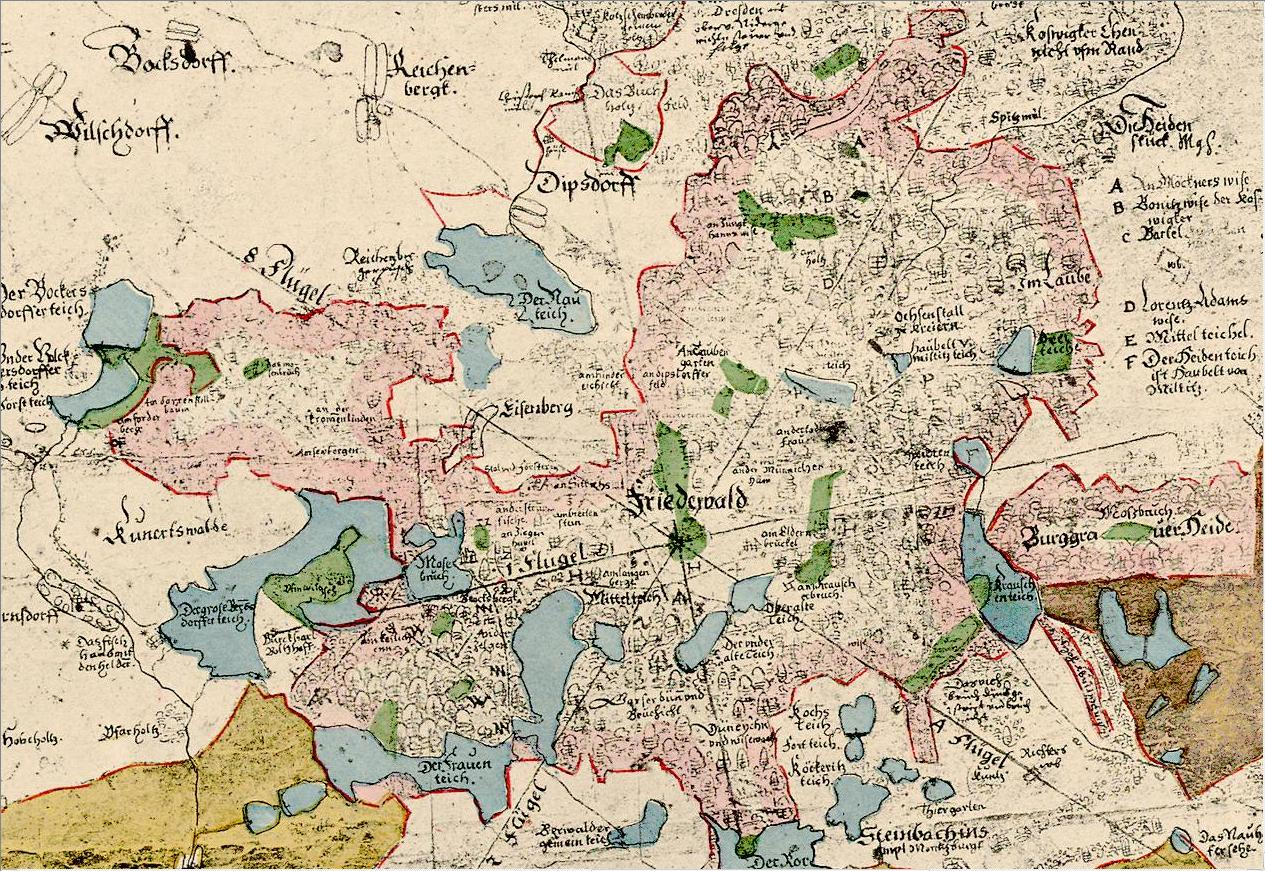
„Dipsdorff“, „Der Nauteich“ und „Das Buchholz“ auf einer um 1600 von Matthias Oeder erstellten Karte

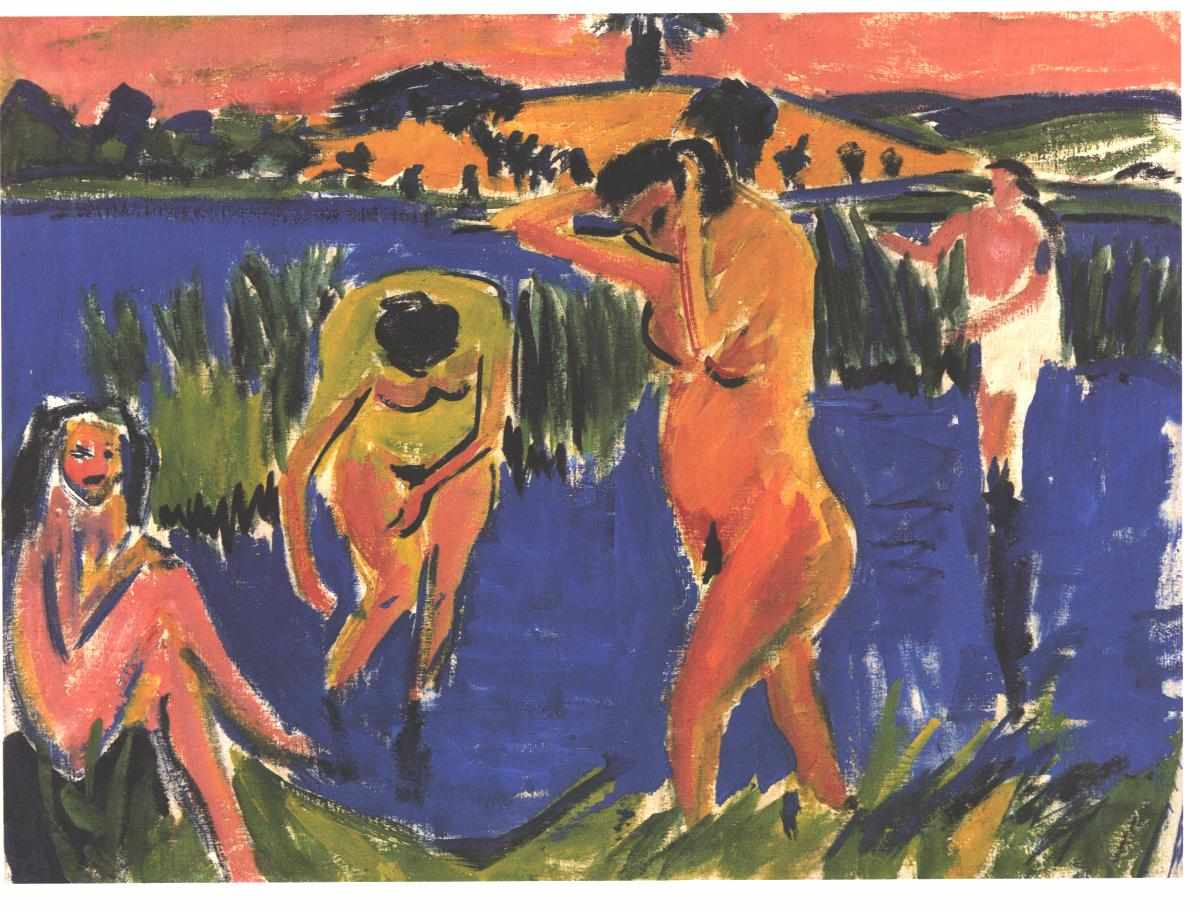
„Vier Badende“ von Ernst Ludwig Kirchner zeigt eine Szene am Strandbad Dippelsdorfer Teich

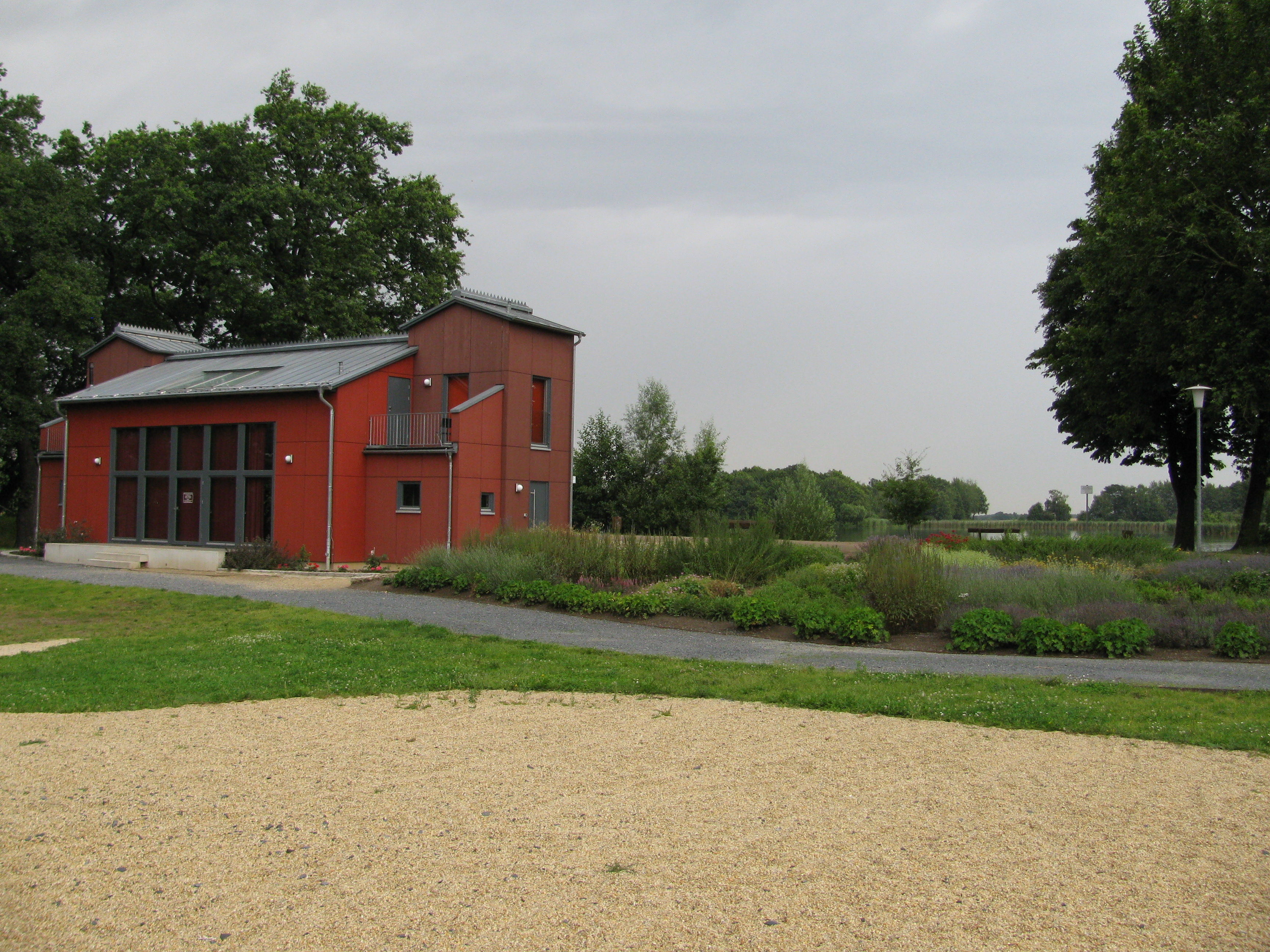
Rotes Haus am Strandbad Dippelsdorfer Teich

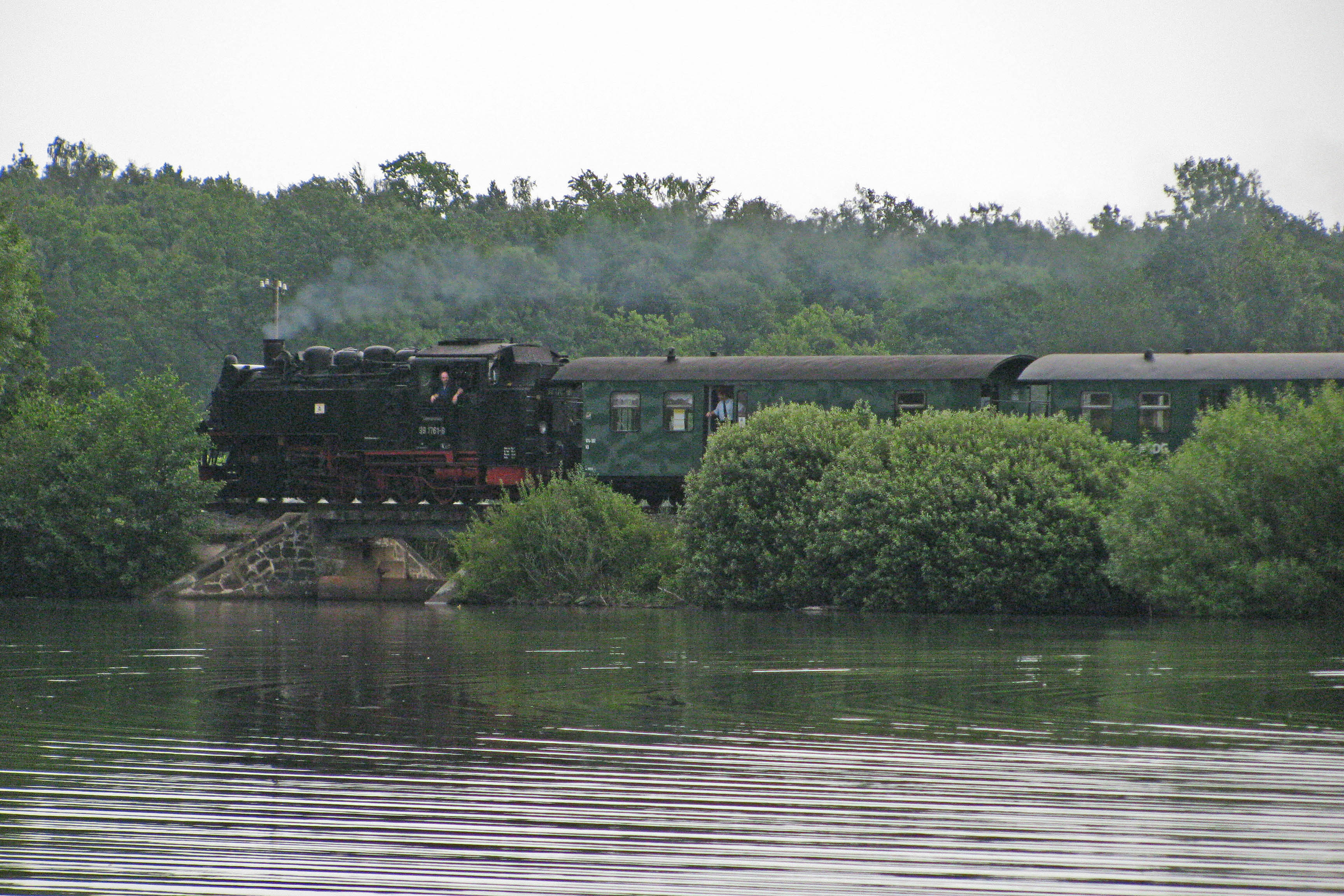
Ein Zug der Lößnitzgrundbahn befährt den Damm durch den Dippelsdorfer Teich.

1637 nach dem Dreißigjährigen Krieg Pestnot.
Auf der 236 Hektar (Stand: 1840) großen Dippelsdorfer Gelängeflur betrieben die Einwohner des Straßenangerdorfs neben Ackerbau und Viehzucht seit dem 17. Jahrhundert auch Weinbau, der jedoch in den 1880er Jahren im Zuge der Reblauskatastrophe zum Erliegen kam. Im etwa 1520 angestauten Dippelsdorfer Teich wurde Fischzucht betrieben. Die Verwaltung des Amtsdorfes nahm das Amt Dresden wahr, im 19. Jahrhundert vorübergehend das Amt Moritzburg, anschließend dann die Amtshauptmannschaft Dresden. Eingepfarrt ist Dippelsdorf seit 1805 ins benachbarte Reichenberg.
Auf Grundlage der Landgemeindeordnung von 1838 erlangte Dippelsdorf Selbstständigkeit als Landgemeinde. Teil dieser Landgemeinde war auch die im 18. Jahrhundert als Häusergruppe südwestlich des Dorfes entstandene Siedlung Buchholz. Am 7. Juni 1874 kam es in Dippelsdorf zu einem verheerenden Dorfbrand. Zehn Jahre später erhielt es mit dem Haltepunkt Dippelsdorf (seit 1940 Friedewald-Bad) Anschluss an die Lößnitzgrundbahn. Nachdem 1889 eine eigene Schule eröffnet hatte, mussten die Dippelsdorfer Kinder nicht mehr nach Reichenberg zur Kirchschule gehen.
Im Jahr 1905 wurde das Strandbad am Dippelsdorfer Teich eingerichtet. Ein Bestandteil war ein um 1900 errichtetes rotes Badehaus. Es wurde ebenso wie der markante Höhenzug am Südufer des Teichs zum bestimmenden Element eines ganzen Komplexes von Zeichnungen und Gemälden der Künstlergruppe Brücke. Deren Mitglieder hielten sich in den Sommern von 1909 bis 1911 mehrfach in Dippelsdorf auf. Seit 2005 steht am Ort des alten Badehauses eine „Rotes Haus“ genannte moderne Neuinterpretation des Gebäudes, die Künstlern und für Feierlichkeiten zur Verfügung steht.
Südwestlich des alten fränkischen Kolonistendorfs Dippelsdorf bildete sich im 18. Jahrhundert die Häusergruppe Buchholz heraus. Auf Grundlage der Landgemeindeordnung von 1838 entstand die Landgemeinde „Dippelsdorf mit Buchholz“. Um 1900 wuchs Buchholz stark an und wurde zu einer Villensiedlung mit Kurbetrieb. Schnell hatte sie Dippelsdorf in ihrer Größe überflügelt. Dies trug zur Umbenennung der Landgemeinde „Dippelsdorf mit Buchholz“ bei. Die Gemeinde „Dippelsdorf mit Buchholz“ wurde 1940 in Friedewald umbenannt. Der Dippelsdorfer Anbau, eine ursprünglich auf Reichenberger Flur gelegene Häusergruppe, ging 1961 an die Gemarkung Dippelsdorf über. Die Eingemeindung Dippelsdorfs als Teil von Friedewald nach Reichenberg erfolgte 1994, fünf Jahre später wurde die Gemeinde Reichenberg an Moritzburg angeschlossen.

### Einwohnerentwicklung
| Jahr    | Einwohner                                |
| ------- | ---------------------------------------- |
| 1555/89 | 16 besessene Mann, 16 Inwohner           |
| 1764    | 12 besessene Mann, 5 Gärtner, 10 Häusler |
| 1834    | 203                                      |
| 1871    | 190                                      |
| 1890    | 263                                      |
| 1910    | mit Buchholz 567                         |
| 1925    | mit Buchholz 677                         |
| 1939    | mit Buchholz 869                         |
| ab 1940 | siehe Friedewald                         |

## Personen
- Walter Howard (1910–2005), Bildhauer, verbrachte seine letzten Lebensjahre in Dippelsdorf
- Hans Joachim Stephan, Gründer des DDR-Museum Zeitreise

## Sehenswürdigkeiten

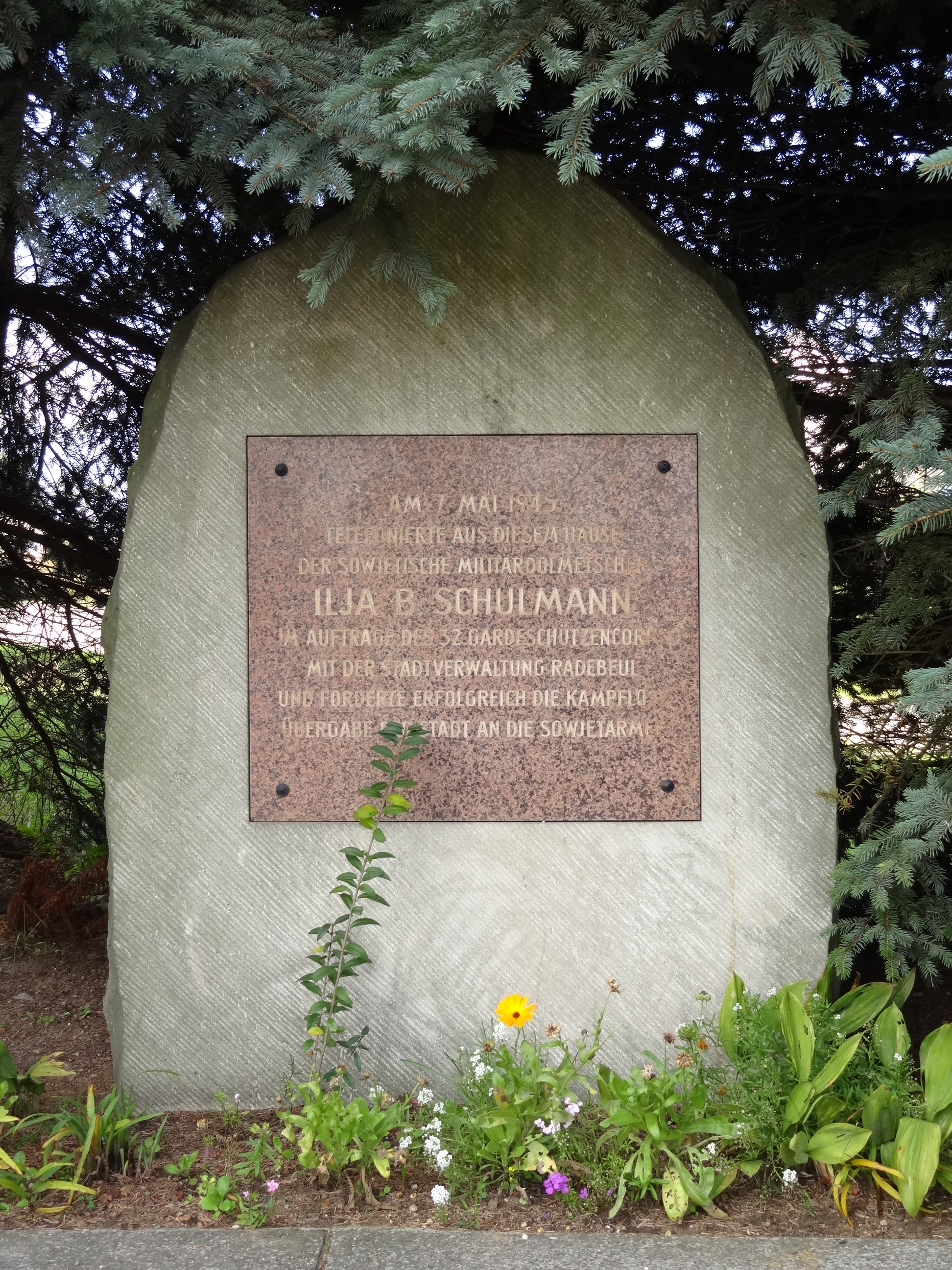
Monument Ilja B. Schulmann

- Rotes Haus (Haus der Künstlergruppe Brücke)
- Kleinbahnhof Friedewald Bad (ehemals Hp. Dippelsdorf Kr. Dresden)
- Eisenbahnquerung des Dippelsdorfer Teiches durch die Kleinbahn
- Rest Laderampe Gleisanschluss Günther (Relikt des wirtschaftlichen Lebens)
- Denkmal für Ilja Bela Schulmann
- Kriegerdenkmal